# アニー (1999年の映画)
『アニー』（原題：Annie）は、1999年のアメリカ合衆国のテレビ用ミュージカル・コメディ映画。ハロルド・グレイが1924年に発表した『小さな孤児アニー』及び、チャールズ・ストラウス、マーティン・チャーニン、トーマス・ミーハンが1977年に上演した同名のブロードウェイミュージカルを基にしており、1982年の作品に次いで2度目の映画化である。監督はロブ・マーシャル、出演はアリシア・モートン、キャシー・ベイツ、ヴィクター・ガーバー、アラン・カミングなど。

## キャスト
| 役名                                       | 俳優                       | 日本語吹替 | 日本語吹替 |
| 役名                                       | 俳優                       | NHK版      | Disney+版  |
| ------------------------------------------ | -------------------------- | ---------- | ---------- |
| アニー・ベネット・ウォーバックス           | アリシア・モートン         | 大谷育江   | 清水理沙   |
| ミス・ハニガン                             | キャシー・ベイツ           | 立石涼子   |            |
| オリバー・"ダディ"・ウォーバックス         | ヴィクター・ガーバー       | 内田直哉   |            |
| グレース・ファレル                         | オードラ・マクドナルド     |            |            |
| ダニエル・フランシス・ルースター・ハニガン | アラン・カミング           | 堀内賢雄   |            |
| リリー・セント・レジス                     | クリスティン・チェノウェス |            |            |
| テシー                                     | エリン・アダムス           |            |            |
| モリー                                     | サラ・ハイランド           |            |            |
| キャサリン・ケイト                         | ラレイン                   |            |            |
| ジュライ                                   | ミヤタ・ナネア             |            |            |
| ペッパー                                   | マリッサ・ラゴ             |            |            |
| ダフィー                                   | ダニエル・ウィルソン       |            |            |
| バンドルズ                                 | アーニー・サベラ           |            |            |
| フランクリン・ルーズベルト大統領           | デニス・ハワード           |            |            |

## リリース
アメリカでは、1999年11月7日にABCの『ザ・ワンダフル・ワールド・オブ・ディズニー』で初放送された。
日本では、2003年8月14日にNHKのアナログ衛星第2『衛星映画劇場』内にて日本語吹替版で放送されたほか、JSB（現：WOWOW）でも放送された。

### 映像ソフト
アメリカではブエナ ビスタ ホーム エンターテイメントから1999年12月14日にVHSが、2000年1月24日にDVDが発売された。
日本ではソフトは未発売であるが、Disney+にて配信されており、日本語字幕版で視聴することができる。

## 評判
本作は放送時に2630万人が視聴したとされており、これはABCで放送されたディズニー映画の中ではシンデレラ（3510万人）に次いで2番目に視聴された人気作となった。この作品は、エミー賞2部門とジョージ・フォスター・ピーボディ賞を受賞した。
本作は1982年の映画版よりも舞台版のアニーを忠実に再現している事が評価されている。